# John Fane (7e comte de Westmorland)
John Fane, 7e comte de Westmorland (24 mars 1685 - 26 août 1762), titré Lord Catherlough de 1733 à 1736, est un officier de l'armée britannique et un homme politique qui siège à la Chambre des communes pendant trois périodes séparés entre 1708 et 1734.

## Biographie
John Fane est le fils de Vere Fane (4e comte de Westmorland) et de sa femme Rachel Bence. Il est admis à Lincoln's Inn en 1703, et entre à Emmanuel College, Cambridge en 1703/4. Il est probable que son frère aîné, Thomas Fane, ait influencé sa décision de devenir député de Hythe en 1708 fonction qu'il exerce jusqu'en 1711. La même année, il s'engage dans l'armée et combat à Audenarde et à Lille. Après la guerre, il rentre en Angleterre avec une lettre du duc de Marlborough au Lord trésorier, Lord Godolphin, qui écrit: "Fane s'est très bien comporté, de sorte que je désire que vous lui fassiez l'honneur de le présenter à la reine. Je l'aime beaucoup mieux que son frère [Westmorland]." . Un an plus tard, cependant, il repart pour le continent, cette fois en tant que capitaine de cavalerie dans le régiment de William Cardogan, et participe à la bataille de Malplaquet.
En 1709 et 1710, il est réélu député de Hythe, mais est contraint de renoncer à son siège en 1711 à la suite d'une pétition de candidats conservateurs. Il est ensuite député pour le Kent de 1715 à 1722 et Buckingham de 1727 à 1734. Fane, qui est à l’origine un Whig, change de camp et devient Tory sous George II. Il peut aussi avoir été impliqué dans des intrigues jacobites.
Au cours de son service dans l'armée britannique, il atteint le grade de colonel dans la 1re Troupe de gardes à cheval, et celui de général en 1761. Il est créé 1er baron Catherlough de Catherlough en Irlande le 4 octobre 1733 et succède à son aîné frère en tant que 7e comte de Westmorland en 1736. Il est également connu pour être le patron du château Palladien Mereworth de Colen Campbell.
Comme Fane survit à plusieurs de ses frères et sœurs, notamment les 5e et 6e comtes, et qu'il est le seul héritier de sexe masculin, il hérite de la plupart de leurs propriétés. Sa fortune augmente encore grâce à l'héritage de son frère cadet Mildmay et aux revenus de sa baronnie Caterlough.
Lorsque Fane meurt sans descendance en 1762, sa baronnie irlandaise disparait; la baronnie de Le Despencer est confiée à son neveu Francis Dashwood et le comté de Westmorland va à l'héritier, Thomas Fane, marchand, fils de Henry Fane (décédé en 1726), avocat, petit-fils de Francis Fane, et arrière-petit-fils de Francis Fane, de Fulbeck, co. Lincoln, le troisième fils de Francis Fane (1er comte de Westmorland).